# サンデル・ファン・デ・ストリーク
サンデル・ファン・デ・ストリーク（ファン・デ・ストレーク、Sander van de Streek、1993年3月24日 - ）は、オランダ・バルネフェルト出身のサッカー選手。アンタルヤスポル所属。ポジションはミッドフィールダー。

## 経歴
2011年にフィテッセとプロ契約を結び、同時にヨング・フィテッセに昇格した。2013年2月1日、エストニアリーグの強豪FCフローラ・タリンに1シーズンレンタル移籍した。3月2日のJKタリナ・カレフ戦でデビューし、9日のパイデ・リナメースコンド戦ではキャリア初のハットトリックを達成した。
2014年5月、SCカンブール・レーワルデンと2年契約を交わした。8月2日、ヘラクレス・アルメロ戦でデビューしたが、翌シーズン、クラブは2部に降格した。2部では33試合で22得点を記録し、国内強豪クラブがファン・デ・ストリークの獲得に動いた。
2017年6月28日、FCユトレヒトに4年契約で移籍した。
2023年8月18日、アンタルヤスポルに移籍した。